# Вредефорт (кратер)
Кратер Вредефорт (англ. Vredefort Crater) — метеоритний кратер на Землі, розташований за 120 кілометрів від Йоганнесбурга, ПАР. Діаметр кратера становить 250–300 кілометрів, що робить його найбільшим на планеті (якщо не враховувати кратера Землі Вілкса діаметром 500 кілометрів в Антарктиді, метеоритне походження якого не підтверджено). Названий на честь розташованого поблизу міста Вредефорт. 2005 року ввійшов до переліку об'єктів Всесвітньої Спадщини.

## Формування та структура
Астероїд, який зіткнувся з Землею й утворив кратер Вредефорт, був одним з найбільших серед тих, які коли-небудь стикалися з планетою після її формування; за сучасними оцінками, його діаметр був близько 10 кілометрів. Утворений внаслідок удару кратер має діаметр близько 250–300 кілометрів, що більше басейну Садбері (діаметр 200 кілометрів) і кратера Чіксулуб (170 кілометрів) . Таким чином, Вредефорт є найбільшим кратером на Землі серед тих, що утворилися внаслідок зіткнення планети з іншими космічними тілами.
Вік кратера оцінюється більш ніж у 2 млрд років (2023 ± 4 млн років). Отже, він належить до початку орозирійського періоду палеопротерозойської ери. За давністю утворення це другий кратер на Землі (серед відомих) — Вредефорт десь на триста мільйонів років молодший за кратер Суав'ярві, який розташований у Росії.
Вредефорт є однією з небагатьох концентричних кільцевих структур на Землі, які в інших частинах Сонячної системи зустрічаються частіше. Найвідомішим прикладом такого виду кратерів є кратер Вальгалла на Каллісто. Більшість таких структур на Землі було знищено геологічними процесами — ерозією та тектонікою плит.